# Shandong (hangarskib)
Shandong er et kinesisk hangarskib.